# Аджаокута
Аджаокута — невелике місто в штаті Когі, південно-центральна Нігерія, розташоване на березі річки Нігер. До 2008 року населення Аджаокути становило 16 039 осіб.

## Промисловість
Поруч з містом розташований недобудований металургійний сталеливарний комбінат. Він повинен був стати найбільшим в Африці на південь від Сахари. Будівництво почалося в 1979 році за допомогою СРСР, силами об'єднання «Тяжпромекспорт». У 1994 році будівництво було зупинено при готовності 98 %.

## Транспорт
У 1987 році при Ібрагімі Бабангіді почалося будівництво залізниці Ітакпе — Варрі довжиною 320 кілометрів. Залізниця призначалася для забезпечення постачання залізної руди родовища Ітакпе-Хілл на металургійний завод в Аджаокуті і поставки стали на міжнародний ринок через порт Варрі Гвінейської затоки. У липні 2018 року залізниця була добудована і стала другою лінією європейської колії в країні після залізниці Абуджа — Кадуна, зданої в січні 2018 року. Лінію заплановано з'єднати з Центральної магістраллю залізничної мережі. Лінія проходить через міста Адого (Adogo), Аджаокута, Уромі, Ігбанке  та Агбор. Станом на 2018 рік всі 12 проміжних станцій дороги знаходяться в стадії будівництва. Підтримувати роботу залізниці будуть тисяча найманих працівників.